# Henryk Vlassak
Henryk Vlassak (Vlasak) (ur. ???, zm. ok. 1955 na Węgrzech) – polski operator filmowy pochodzenia węgierskiego, uczestnik powstania warszawskiego.

## Życiorys
W latach międzywojennych pracował przy produkcji licznych filmów fabularnych i dokumentalnych. W 1938 roku otrzymał nagrodę Ministra Spraw Zagranicznych podczas Targów Wschodnich we Lwowie za zdjęcia do filmu Kościuszko pod Racławicami.
We wrześniu 1939 roku był autorem kronik filmowych ukazujących obronę Warszawy. Był członkiem Armii Krajowej (ps. Wania) z przydziałem do Biura Informacji i Propagandy Komendy Głównej AK. Podczas powstania warszawskiego walczył w Śródmieściu, a następnie dostał się do niewoli niemieckiej.
Po zakończeniu wojny najprawdopodobniej wyjechał na Węgry, gdzie zmarł ok. 1955 roku.
Zdjęcia jego autorstwa zostały wykorzystane w filmie Powstanie Warszawskie z 2014 roku (reż. Jan Komasa) – został za nie pośmiertnie nominowany do Polskiej Nagrody Filmowej w 2015.

## Filmografia
- Wampiry Warszawy. Tajemnica taksówki nr 1051 (1925) – scenografia
- Człowiek o błękitnej duszy (1929) – zdjęcia
- Mascotte (1930) – zdjęcia
- Igraszki pieniądza (1930) – zdjęcia
- Straszna noc (1931) – zdjęcia
- Krwawy wschód (1931) – zdjęcia
- Rok 1914 (1932) – zdjęcia
- Pałac na kółkach (1932) – zdjęcia
- Przeor Kordecki – obrońca Częstochowy (1934) – zdjęcia, montaż
- Hanka (Oczy czarne) (1934) – zdjęcia
- Nie miała baba kłopotu (1935) – zdjęcia
- Kochaj tylko mnie (1935) – zdjęcia
- Wierna rzeka (1936) – zdjęcia
- Pieśń o wielkim rzeźbiarzu (1937) – zdjęcia
- Pan redaktor szaleje (1937) – zdjęcia
- Dyplomatyczna żona (1937) – zdjęcia
- Szczęśliwa trzynastka (1938) – zdjęcia
- Kościuszko pod Racławicami (1938) – zdjęcia
- Dziewczyna szuka miłości (1938) – zdjęcia lotnicze
- Bogurodzica (1939) – zdjęcia